# さらわれたスーパースター
『さらわれたスーパースター』は、1980年10月19日に関西テレビ制作・フジテレビ系列『花王名人劇場』で放送されたドラマ。放送回数1回。放送時間は日曜21:00 - 21:54。
引退間近い山口百恵が唯一『花王名人劇場』で主演した作品。

## キャスト
- 山口百恵
- 三國連太郎
- 井上孝雄
- 中村敦夫
- 織本順吉
- 長谷川明男
- 下條アトム
- はかま満緒
- 清水綋治
- 小沢象
- 浅沼晋平
- 湯川勉
- 谷本あきら
- 西尾健
- 菊地太
- 岡本プク
- 白石のり子
- 好井ひとみ
- 井上真樹夫
- 伊藤勝昭
- 佐藤正治
- 長谷川広
- 蔵多哲雄
- 薩摩剣八郎
- 阿部渡
- 木村栄
- 杉野みゆき
- 森山久美子
- 浜部珠美
- 長谷川和美
- アーチストマジソン
- 劇団白鳥座
- 日秀プロ
- 関西芸術座

## スタッフ
- プロデューサー：澤田隆治、松本明、内海佑治
- プロデューサー補：勝崎松雄
- 脚本：中村勝行
- 演出：松本明
- 演出補：鶴間和夫
- 音楽：宮内國郎
- 撮影：石垣力
- 技術：塚越捷
- カラー調整：石垣強
- 録画：荒井悦治
- 照明：田村輝夫
- 音声：渡辺敏博
- 音効：宮下博行
- スチール：篠山紀信
- 美術制作：沢井義雄
- 美術デザイン：橋本潔
- 記録：小林昌枝
- 装置・装飾：にっかつ美術
- 化粧：ユミ・ビユアクス
- 衣裳：東京衣裳
- 編集：パールスタジオ
- 撮影協力：全日空
- 制作協力：東通
- 協力：フジテレビ
- 制作：KTV、東阪企画